# 슈퍼맨/배트맨: 공공의 적
《슈퍼맨/배트맨: 공공의 적》(영어: Superman/Batman: Public Enemies)은 슈퍼맨과 배트맨을 소재로 한 2009년 비디오 영화이다. 제프 로브가 쓴 《슈퍼맨/배트맨》의 첫 번째 스토리아크 "공공의 적"을 원작으로 하며, 슈퍼맨과 배트맨이 팀업하여 지구로 날아오는 운석을 막고 대통령 렉스 루터의 계획도 저지한다는 내용이다.

## 출연진
- 클랜시 브라운 - 렉스 루터
- 케빈 콘로이 - 배트맨 / 브루스 웨인
- 팀 데일리 - 슈퍼맨
- 잰더 버클리 - 캡틴 아톰
- 코리 버턴 - 캡틴 마블
- 리카르도 차비라 - 메이저 포스
- 앨리슨 맥 - 파워걸
- 존 C. 맥긴리 - 메탈로
- C. C. H. 파운더 - 어맨다 월러
- 레바 버턴 - 블랙 라이트닝
- 캘빈 트랜 - 일본 토이맨 / 오카무라 히로

- 마크 조너선 데이비스 - 아나운서
- 브라이언 조지 - 고릴라 그로드
- 제니퍼 헤일 - 스타파이어
- 레이철 맥팔레인 - 나이트셰이드
- 앨런 오펜하이머 - 알프레드 페니워스
- 앤드리아 로마노 - 자이갠타
- 브루스 팀 - 몽굴
- 마이클 고
- 조너선 애덤스